# Сан-Педро (муниципалитет Коауилы)
Сан-Педро (исп. San Pedro) — муниципалитет в Мексике, штат Коауила, с административным центром в одноимённом городе. Численность населения, по данным переписи 2020 года, составила 101 041 человек.

## Общие сведения
Название San Pedro дано в честь святого Апостола Петра.
Площадь муниципалитета равна 7144 км², что составляет 4,71 % от общей площади штата, а наивысшая точка — 1478 метров, расположена в поселении Ринкон-де-Гарсия.
Он граничит с другими муниципалитетами штата Коауила: на севере с Куатро-Сьенегасом, на юго-востоке с Паррасом, на юге с Вьеской и Матаморосом, на западе с Франсиско-Мадеро.

## Учреждение и состав
Муниципалитет был образован в 1874 году, в его состав входит 267 населённых пунктов, самые крупные из которых:
| Код INEGI                  | Населённый пункт                                                                     | Численность населения (2005 год) | Численность населения (2010 год) | Численность населения (2020 год) |
| -------------------------- | ------------------------------------------------------------------------------------ | -------------------------------- | -------------------------------- | -------------------------------- |
| 033                        | Всего                                                                                | 93677                            | 102650                           | 101041                           |
| 0001                       | Сан-Педро (исп. San Pedro) 25°45′28″ с. ш. 102°58′59″ з. д. (административный центр) | 43447                            | 48746                            | 49490                            |
| 0022                       | Конкордия (Ла-Росита) (исп. Concordia (La Rosita)) 25°46′57″ с. ш. 103°06′55″ з. д.  | 7112                             | 7858                             | 7972                             |
| 0037                       | Лучана (исп. Luchana) 25°47′25″ с. ш. 103°11′41″ з. д.                               | 2747                             | 2929                             | 2708                             |
| 0077                       | Сан-Игнасио (исп. San Ignacio) 25°44′13″ с. ш. 103°05′23″ з. д.                      | 2129                             | 2062                             | 1969                             |
| 0062                       | Эль-Ретиро (исп. El Retiro) 25°49′43″ с. ш. 103°07′49″ з. д.                         | 1693                             | 1806                             | 1578                             |
| 0089                       | Сан-Рафаэль-де-Арриба (исп. San Rafael de Arriba) 25°52′48″ с. ш. 103°08′02″ з. д.   | 1467                             | 1556                             | 1577                             |
| 0042                       | Майран (исп. Mayrán) 25°40′19″ с. ш. 102°50′29″ з. д.                                | 1521                             | 1507                             | 1473                             |
| 0079                       | Сан-Лоренцо (исп. San Lorenzo) 25°43′26″ с. ш. 103°09′18″ з. д.                      | 1540                             | 1593                             | 1424                             |
| 0107                       | Такубая (исп. Tacubaya) 25°41′02″ с. ш. 103°04′04″ з. д.                             | 1375                             | 1433                             | 1282                             |
| 0084                       | Сан-Мигель (исп. San Miguel) 25°41′59″ с. ш. 102°56′56″ з. д.                        | 1116                             | 1268                             | 1241                             |
| —                          | Прочие                                                                               | 29530                            | 31892                            | 30327                            |
| Названия на карте Генштаба |                                                                                      |                                  |                                  |                                  |

## Экономика
По статистическим данным 2000 года, работоспособное население занято по секторам экономики в следующих пропорциях:
- сельское хозяйство и скотоводство — 17,2 %;
- производство и строительство — 40,9 %;
- торговля, сферы услуг и туризма — 40,6 %;
- безработные — 1,3 %.

## Инфраструктура
По статистическим данным 2010 года, инфраструктура развита следующим образом:
- электрификация: 98,2 %;
- водоснабжение: 95,4 %;
- водоотведение: 89,1 %.